# 拓跋休
拓跋 休（たくばつ きゅう、生年不詳 - 494年）は、北魏の皇族。安定靖王。

## 経歴
拓跋晃と孟椒房のあいだの子として生まれた。468年（皇興2年）、安定王に封じられた。征南大将軍・外都大官に任じられた。
孝文帝の初年、庫莫奚が北魏の辺境に侵入してくると、拓跋休は使持節・侍中・都督諸軍事・征東大将軍・領護東夷校尉・儀同三司・和龍鎮将に任じられて、防戦を指揮した。入朝して中都大官となった。柔然の侵攻を受けると、使持節・征北大将軍・撫冥鎮大将として出向し、柔然を撃退した。入朝して内都大官となった。491年（太和15年）、太傅に転じた。
492年（太和16年）、孝文帝が南征の軍を起こすと、拓跋休は大司馬を兼ねた。493年（太和17年）、洛陽遷都が完了すると、拓跋休は孝文帝の行幸に従って鄴に赴いた。孝文帝の命を受けて文武の官を率いて家族を平城に迎えに行った。
494年（太和18年）、病のために死去した。諡は靖王。

## 子女
- 拓跋安（幼年のうちに早逝した）
- 元燮
- 元願平
- 元永平（征虜将軍・南州刺史、城民の華延明に殺害された）
- 元珍平（司州治中）
- 元貴平

## 伝記資料
- 『魏書』巻19下 列伝第7下
- 『北史』巻18 列伝第6